# Ролла, Виктор
Виктор Владимир Ролла (англ. Victor Wladimir Rolla; 17 июня 1870, Витебск — 29 мая 1890, Юстерё, Окерская сотня) — шведский аэронавт и артист, выступавший с номерами на воздушном шаре.
Выступал под именем Kapten Rolla.

## Биография
Родился 17 июня 1870 года в Витебске, Российская империя.
Жил в Ревеле (ныне Таллин), где в качестве акробата был учеником воздухоплавателя Шарля Леру, который утонул в 1889 году в порту Ревеля во время неудачного прыжка с парашютом со своего воздушного шара.
Весной 1890 года Ролла переехал в Стокгольм из Хельсинки, где власти не разрешили ему использовать воздушный шар и парашют из-за связанных с этим рисков. 15 мая 1890 года Ролла совершил в Стокгольме свой первый подъём на воздушном шаре с площади Mosebacke. К воздушному шару был прикреплен парашют, которым Ролла должен был воспользоваться. Однако воздушный шар не поднялся достаточно высоко, чтобы с него можно было спуститься на парашюте, и приземлился в лесопосадке. Вторая попытка 18 мая прошла намного лучше. Воздушный шар поднялся на большую высоту, Виктор Ролла выбрался из него, забрался в парашют и отсоединил его от воздушного шара. Сначала воздухоплаватель запутался в стропах парашюта, но в последний момент он частично раскрылся и Ролла приземлился на воду между островами Шеппсхольмен и Кастельхольмен, где его подняли на паром. У баллона был клапан, который открывался при отпускании парашюта — он упал в воду и был выловлен на набережной Stadsgården. Это был первый успешный прыжок с парашютом в Швеции.
При третьем подъёме 29 мая 1890 года в 20:00 произошла авария: воздушный шар покачнулся, и парашют случайно отделился от него без открытия клапана, из-за которого воздушный шар опустился бы. Воздушный шар с воздухоплавателем Виктором Роллой на борту полетел к Стокгольмскому архипелагу. Между 21 и 22 часами шар был виден в воздухе над Ваксхольмом на значительной высоте, дрейфуя в сторону острова Вермдё. Утром следующего дня рыбак с острова Олен нашёл в воде тело Роллы, которое доставили в Каролинский институт — врачи констатировали, что воздухоплаватель замерз и поэтому умер до того, как попал в воду. Таким образом, Виктор Ролла стал первым в Швеции человеком, погибшим в воздушной катастрофе. По сообщениям газет, на похороны Виктора Роллы собралось не менее 50 000 человек. Он был похоронен на кладбище Норра бегравнингсплатсен.
Воздушный шар был найден через два дня после обнаружения Роллы, дрейфующим в бухте Saxarfjärden. В настоящее время он хранится в Стокгольмском городском музее.

## Память

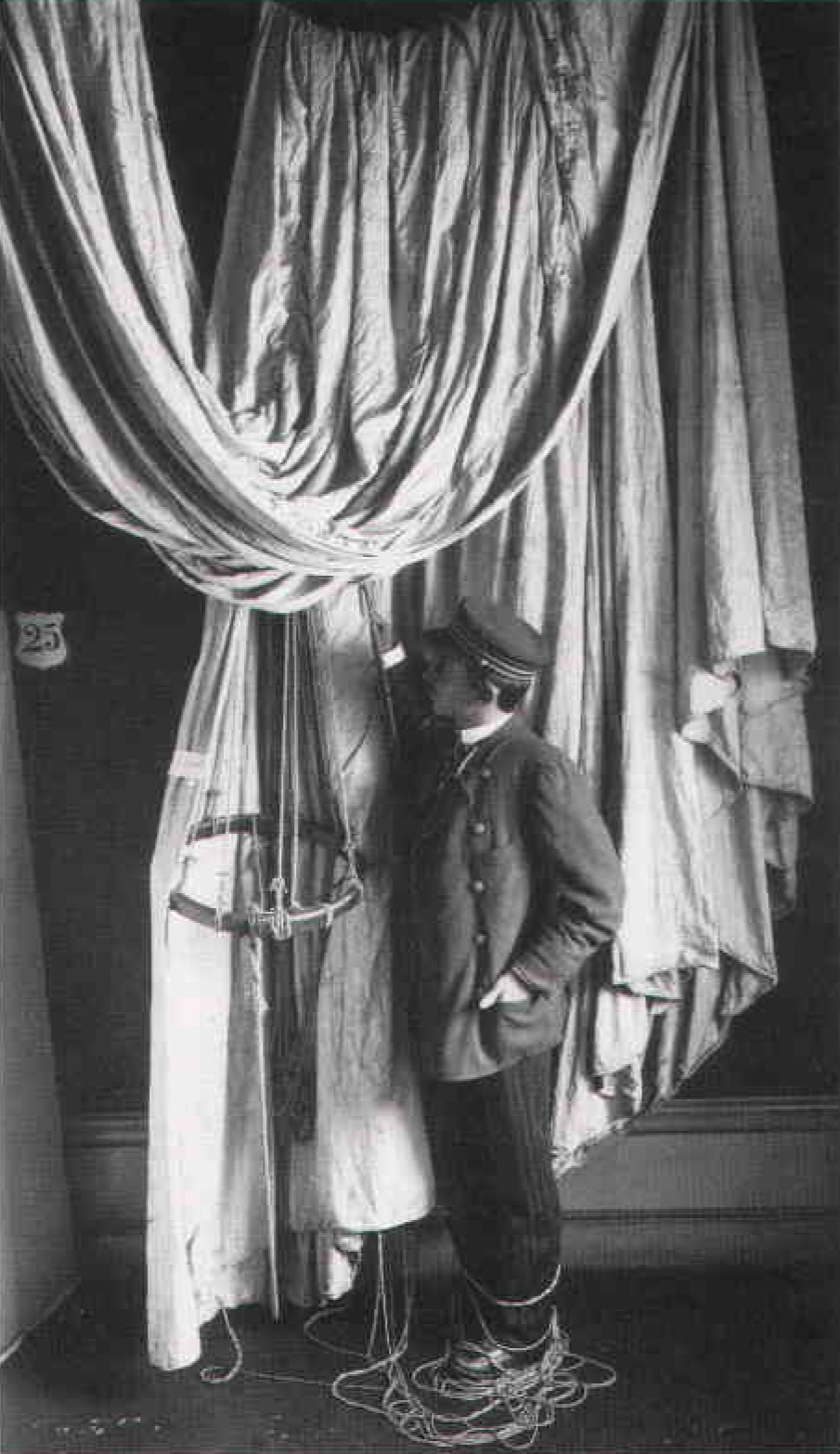
Восковая фигура в Panoptikon

- Скульптор Торд Кристенсен сделал посмертную маску Виктора Роллы, когда он находился в часовне Каролинского института.
- Восковая фигура воздухоплавателя вместе с парашютом была выставлена в стокгольмском музее Panoptikon[швед.] 10 июня 1890 года и находилась там до его закрытия в марте 1924 года.
- В 1989 году в Стокгольме на стене здания, рядом с которым располагалась взлетная площадка, был установлен памятник, изображающий фигуру воздухоплавателя, держащегося за стропы парашюта[5][6].